# Gerti Senger

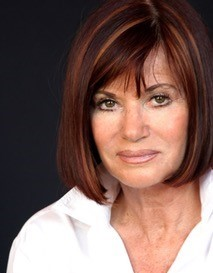
Gerti Senger (2025)

Gerti Senger (* 31. Oktober 1942 in Wien als Gertrude Senger-Ernst) ist eine österreichische Psychologin. Sie praktiziert und lebt in Wien.

## Wirken
Senger studierte Psychologie und Pädagogik an der Universität Klagenfurt, ist eingetragene Klinische Gesundheitspsychologin und Psychotherapeutin (Verhaltenstherapie). Sie ist Paartherapeutin (Imago-Therapie) und Expertin für Sexualtherapie, Persönlichkeitstraining, Krisenbewältigung, Konfliktlösung sowie Beziehungstherapien. Sie ist Mitbegründerin und Mitglied des wissenschaftlichen Beirates des Instituts für angewandte Tiefenpsychologie (IFAT), Ehrenmitglied der Österreichischen Gesellschaft für Sexualforschung (ÖGS) und der Steirischen Gesellschaft für Lebens- und Sozialberatung.
Seit 1987 ist sie Kolumnistin bei der Kronen Zeitung. In den 1990er Jahren startete sie die Ö3-Sexhotline und bildete mit Rotraud Perner, Ernest Borneman und Dieter Schmutzer das Beratungs-Team. Von 1988 bis 1993 war sie Expertin in der wöchentlichen ORF-Beratungssendung love line (Ö3), von 1994 bis 2004 hatte sie eine wöchentliche TV-Rubrik in Willkommen Österreich (ORF 2). 
1998 bis 1999 „Lust und Liebe“, wöchentliche Infotainment-Sendung (ORF 2).
Seit 2020 wöchentliche TV-Rubrik in „Guten Morgen Österreich“

## Vorträge und Lehrtätigkeit (Beispiele)
- Einführung in die kognitive Verhaltenstherapie, Vorlesung, MedUni Wien
- Sexualität, Seminar, Sigmund Freud-Universität Wien
- RPP-Fachtagung 2010 Internetsexsucht: Plenarvortrag Beziehungen, Männer und Sex im Internet
- Festvortrag MedUniWien 2017: Sex und Liebe in einer Anything-Goes-Welt, 18. November 2017
- Marketing Club Linz, Johannes Kepler Universität, September 2024: wie der menschliche Funke der Beziehung unsere Welt, unser Leben und Lieben gestaltet
- Urania im Dialog, Jänner 2025: Gerti Senger anlässlich des Weltkuscheltages

## Auszeichnungen
- 2005: Verleihung des Berufstitels Professorin[2]
- 2009: Buchliebling in der Kategorie Gesundheit und Freizeit

## Bücher (Auswahl)
- Liebeskummer. Eine Chance.
- Die Beziehungsmaschine
- Schattenliebe
- Urkraft Sex
- Schräglage. Die Sehnsucht nach Zufriedenheit
- Die Lust der besseren Jahre
- Lieben ist nichts für Feiglinge